# Кази, Михаил Ильич
Михаи́л Ильи́ч Ка́зи (23 октября [4 ноября] 1839, Севастополь, Таврическая губерния — 24 июня [6 июля] 1896, Нижний Новгород) — почётный гражданин Севастополя, городской голова Севастополя в 1870-е годы, один из известных деятелей России второй половины XIX века в области российского судостроения и мореплавания, общественный деятель, капитан II ранга. 
Современники давали ему такую характеристику: «Это был весьма талантливый человек, смелый, предприимчивый, с умом практическим, с настойчивым, твердым характером, отличавшийся оригинальностью мысли и громадной способностью к личному почину».

## Биография
Михаил Ильич Кази родился 23 октября (4 ноября) 1839 года в Севастополе. Происходил из греческого рода, перешедшего на российскую службу в период Русско-турецкой войны 1768–1774 годов. Его отец, Илья Андреевич Кази (1804—25 сентября 1886), служил на Черноморском флоте, в 1829 году вышел в отставку в чине капитан-лейтенанта; был женат на Александре Павловне Мавромихали (1815—?), внучке известного деятеля греческого национально-освободительного движения Стефана Мавромихали, внучке руководителя антитурецкого восстания в Морее. 
В семье И. А. Кази было девять детей. Старший брат Михаила Ильича, Андрей Ильич (1836–1908), участвовал в обороне Севастополя (1854–1855), состоял унтер-офицером, затем прапорщиком Тобольского пехотного полка, воевал на четвертом бастионе.
Учился Михаил Ильич Кази в Черноморском юнкерском училище в Николаеве. В 1856 году прикомандирован к Морскому кадетскому корпусу для завершения образования. Службу проходил в Черноморском флоте, в 1858 году был произведен в мичманы. Занимал ряд береговых должностей в Севастополе.
Дальнейшая его служба проходила в Русском обществе пароходства и торговли (РОПиТ). М. И. Кази было поручено наблюдать за постройкой новых пароходов в Англии, где он познакомился с работой лучших судостроительных верфей. В 1868 году он был назначен заведующим адмиралтейством РОПиТ в Севастополе. При нем в адмиралтействе начали осуществлять не только судоремонтные, но и судостроительные работы; в 1869 году там построили двухвинтовую шхуну «Первенец». В 1870 году вышел в отставку, но продолжал состоять в РОПиТ в должности директора по морской части и заведующего контролем расходов.
В 1874 году М. И. Кази избрали на должность городского головы Севастополя, на трёхлетний срок. Перед городским управлением стояли сложные задачи восстановления, разрушенного в годы Крымской войны города, его дальнейшего развития. В должности городского головы проявились его административные и хозяйственные способности. Большое значение для экономического развития города имело решение о передаче части Южной бухты для размещения коммерческого порта, принятое правительством в 1875 году; благодаря ходатайствам севастопольского градоначальника П. А. Перелешина и городского головы М. И. Кази Севастополю ассигновали 300 тыс. рублей для строительства хлебных магазинов (складов) на берегу Южной бухты. С развитием коммерческого порта возникла необходимость в кредитах. В этот период в городе открылись отделение Государственного банка и Севастопольское общество взаимного кредита, значительный вклад в создание которых внес М. И. Кази.
Михаил Ильич Кази стал инициатором создания бульвара по линии севастопольских бастионов. В выступлении на заседании городской думы в июне 1875 года он обратил внимание на то, что «проведение железной дороги и объявление Южной бухты коммерческим портом приведет к усиленной застройке города и исчезновению укреплений русских войск, возведенных во время обороны Севастополя 1854–1855 годах».  Кази предложил никогда не застраивать места бывших укреплений и устроить по линии укреплений бульвар, ходатайствовать перед правительством об открытии подписки (сбора добровольных пожертвований) для устройства бульвара.
М. И. Кази также уделял внимание развитию образования в Севастополе. Он приложил немало усилий для того, чтобы добиться открытия первого среднего учебного заведения города – Константиновского реального училища, почётным попечителем которого он состоял. Он также заботился о ремесленной школе РОПиТ и мореходном классе, вкладывал личные средства в содержание мореходного класса.
Должность городского головы М. И. Кази занимал до 1876 года. В апреле 1875 года городская дума приняла решение о присвоении ему звания: Почётный гражданин Севастополя. Но ходатайство правительством было тогда отклонено. Императорское повеление о присвоении М. И. Кази звания почётного гражданина Севастополя последовало только в 1895 году, после повторного обращения Севастопольской городской думы.
В 1877–1892 годах Михаил Ильич Кази руководил Балтийским судостроительным заводом в Петербурге, осуществил реконструкцию завода, который превратился в передовое судостроительное предприятие. В это время содействовал А. Ф. Можайскому, проекту которого сочувствовал, в изготовлении на заводе наиболее ответственных частей его самолета. В Петербургеон продолжал заботиться об интересах Севастополя, неоднократно обращался к правительству с ходатайствами по вопросам развития городского хозяйства, настойчиво отстаивал интересы города, избирался гласным Севастопольской городской думы. 
Покровительствовал художнику Александру Алексеевичу Борисову в начале его художественной деятельности.
В 1893 году был назначен председателем Комиссии по развитию в России судоходства и торговли. В 1894 году был избран председателем Императорского Русского технического общества. 
Способствовал развитию технических железнодорожных училищ. Как совещательный член морского министерства, способствовал развитию и содержанию портов. Участвовал в заключении русско—германского торгового соглашения 1894 года. 
В 1895 году по личной просьбе Николая II представил записку о состоянии и перспективах развития Военно-морского флота России.
Скоропостижно скончался 24 июня (6 июля) 1896 года в Нижнем Новгороде, куда приехал для решения вопросов выставки. Погребён в городе Санкт-Петербурге, на Никольском кладбище Александро-Невской лавры.
Возглавляя правление Архангельско-Мурманского пароходства, М. И. Кази внес большой вклад в освоение Северного морского пути. В память об этом его именем назван мыс на Новой Земле в Карском море; пароход, приобретенный в 1897 году в Финляндии (для рейсов между Архангельском и устьем Печоры); школа в Санкт-Петербурге. В начале XX века улица Карантинная в Артиллерийской слободке стала называться улицей Кази (ныне часть улицы Генерала Петрова). В зале заседаний Севастопольской городской думы находился портрет М. И. Кази, который прислала по просьбе городского управления из Петербурга его вдова.

## Семья
Жена — Софья Алексеевна, урождённая Григорьева (1835-1919).
На Втором христианском кладбище Одессы имеется могилы его дочери Ксении (14.10.1870—10.04.1886) и сына Михаила (14.05.1867—16.10.1891), умерших от скарлатины. Надгробия являются объектом культурного наследия.